# Paola Zannoner
Paola Zannoner (Grosseto, 8 novembre 1958) è una scrittrice, critica letteraria e blogger italiana.

## Biografia
Paola Zannoner vive a Firenze, dove si è anche laureata in Lettere. Ha inizialmente lavorato come bibliotecaria e critica letteraria, nel 1998 Mondadori ha pubblicato il suo primo racconto nella collana Junior. La sua produzione narrativa, diretta specialmente ai giovanissimi, spazia nei diversi generi e temi; ha scritto anche saggi, racconti, libri per adulti. 
Alcuni suoi romanzi hanno ricevuto riconoscimenti e sono tradotti in numerosi paesi del mondo.  Paola Zannoner inoltre dirige un laboratorio di scrittura da cui è nato il collettivo di autori letterari noto come Scrittori di Massa (Massa Marittima - GR).

## Opere
- Il portachiavi, stampato nel 1998 nella collana Junior Giallo dalla Mondadori.
- Assedio alla torre, giallo sul contrabbando stampato nella collana Junior Giallo dalla Mondadori nel 2001.
- Il salto più lungo, biografia romanzata dell'atleta Fiona May stampato nel 1998 dalla Giunti Editore.
- Il vento di Santiago, romanzo per adolescenti stampato nel 2000 nella collana Junior Bestseller dalla Mondadori.
- Dance, stampato nella collana Junior Bestseller dalla Mondadori.
- Sopra l'acqua, sotto il cielo, stampato nel 2006 nella collana Junior Bestseller dalla Mondadori.
- Linea di traguardo, stampato nel 2003 nella collana Junior Bestseller dalla Mondadori.
- L'invisibile linea d'argento stampato nel 2009 nella collana Junior Bestseller dalla Mondadori.
- Nell'anno del Giubileo, romanzo storico di narrativa per la scuola media stampato nel 2000 da Elemond-Signorelli.
- Il grande Martin, racconto per bambini sul tema dell'amicizia stampato nel 2000 nella collana I Sassolini dalla Mondadori.
- Il ragazzo che divenne cavaliere, stampato nella collana I Sassolini dalla Mondadori.
- La tavola rotonda, stampato nella collana I Sassolini dalla Mondadori.
- Excalibur, stampato nella collana I Sassolini dalla Mondadori.
- Cresci, Lorenzo!, stampato nel 2003 nella collana I Sassolini dalla Mondadori.
- Silvia lingualunga, stampato nel 2005 nella collana I Sassolini dalla Mondadori.
- La rubamamma,  racconti per i più piccoli stampato nel 2002 nella collana I Sassolini dalla Mondadori.
- Fuga da Napoli, romanzo storico stampato nella collana Storie d'Italia dalla Mondadori.
- Quel giorno pioveva, racconto per adolescenti stampato nel 2002 nella collana Shorts dalla Mondadori.
- Come si costruisce un percorso di lettura stampato nel 2000 da Mondadori nella collana Infanzie.
- Libro, Facci Ridere! stampato nel 2001 da Mondadori nella collana Infanzie.
- La Storia attraverso le Storie stampato nel 2002 da Mondadori nella collana Infanzie.
- Xché 6 qi, romanzo per adolescenti stampato da Mondadori nel 2002 nella collana Junior Super.
- Tutto sta cambiando, stampato da Mondadori nel 2005 nella collana Junior Gaia.
- A piedi nudi,a cuore aperto stampato dalla Fanucci Editore nel 2006 nella collana Teens.
- La settima strega stampato dalla Fanucci Editore nel 2007.
- Voglio fare la scrittrice stampato dalla De Agostini nel 2007.
- La serie "Mia" incentrata su una bambina che cresce, otto volumi pubblicati fra il 2003 e il 2004 da Mondadori erroneamente come libri per bambine[1]: Mia e l'amuleto di Rha, Mia e il tango argentino, Mia e il piccolo dinosauro, Mia e il segreto della tomba etrusca, Mia e il grande progetto, Mia e il matrimonio della cugina, Mia e i pirati, Mia e la mummia egizia.
- Lasciatemi in pace stampato dalla De Agostini nel 2008.
- L'invisibile linea d'argento stampato nel 2009 da Mondadori nella collana Shout.
- Il confine d'Ambra stampato nel 2009 da Fanucci nella collana Vintage (è il suo primo romanzo rivolto ad un pubblico adulto).
- Firenze in quattro stagioni stampato nel 2009 da Ediciclo nella collana Ciclopolis.
- Dieci regole per amare stampato nel 2010 da Mondadori nella collana Shout.
- Biblioteca mon amour. Il piacere di leggere stampato nel 2010 da Giunti nella collana Progetti educativi.
- Rocco + Colomba. Una storia d'amore nel Risorgimento stampato nel 2011 da De Agostini.
- Voglio fare la giornalista stampato nel 2011 da De Agostini.
- Specchio Specchio stampato nel 2012 da De Agostini
- La banda delle ragazzine, 2014
- L'ultimo Faro stampato nel 2017 da De Agostini
- Rolling Star. Come una stella che rotola stampato nel 2018 da De Agostini
- Il ritratto stampato nel 2022 da Giunti.

## Riconoscimenti
- Nel 1998 con il libro Il portachiavi ha ricevuto il Premio Asola 2000 e con il libro Il salto più lungo ha ricevuto il Premio Cento 1999 e il Premio Lunigiana 1999.
- Nel 2000 con il libro Il vento di Santiago ha ricevuto il Premio Alpi Apuane 2000, il Premio Suzzara 2001, il Miglior libro 2000 designato dalla rivista Li.ber e il Premio Guidonia Leggere è bello 2001 e il Premio Sardegna 2004.
- Nel 2002 con il libro Perché sei qui ha ricevuto il Premio II gigante delle Langhe 2003.
- Nel 2003 con il libro Quel giorno pioveva ha ricevuto il Premio Bastia Umbra 2002 e con il libro Linea di traguardo ha ricevuto il Premio Città di Verona 2004, il Premio Bitritto, il Premio Bancarellino 2004, il Premio Terre di Lorenzo Cortemaggiore 2005 e il Premio Anna Maria Castellano, Castelfranco 2006.
- Nel 2005 con il libro Dance! ha ricevuto il Premio Il gigante delle Langhe 2006.
- Nel 2006 con il libro Sopra l'acqua, sotto il cielo ha ricevuto il Premio Comunità Montana di Crotone 2006.